# 法国兴业银行

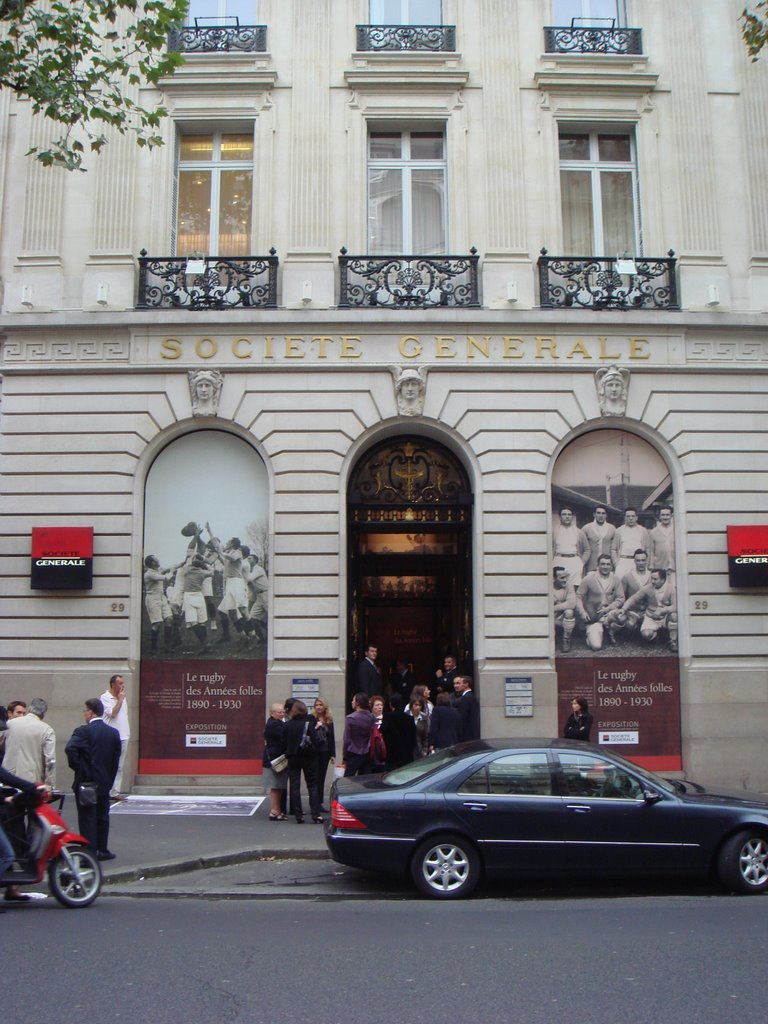
法國興業銀行在巴黎的辦事處，前身是該行總部

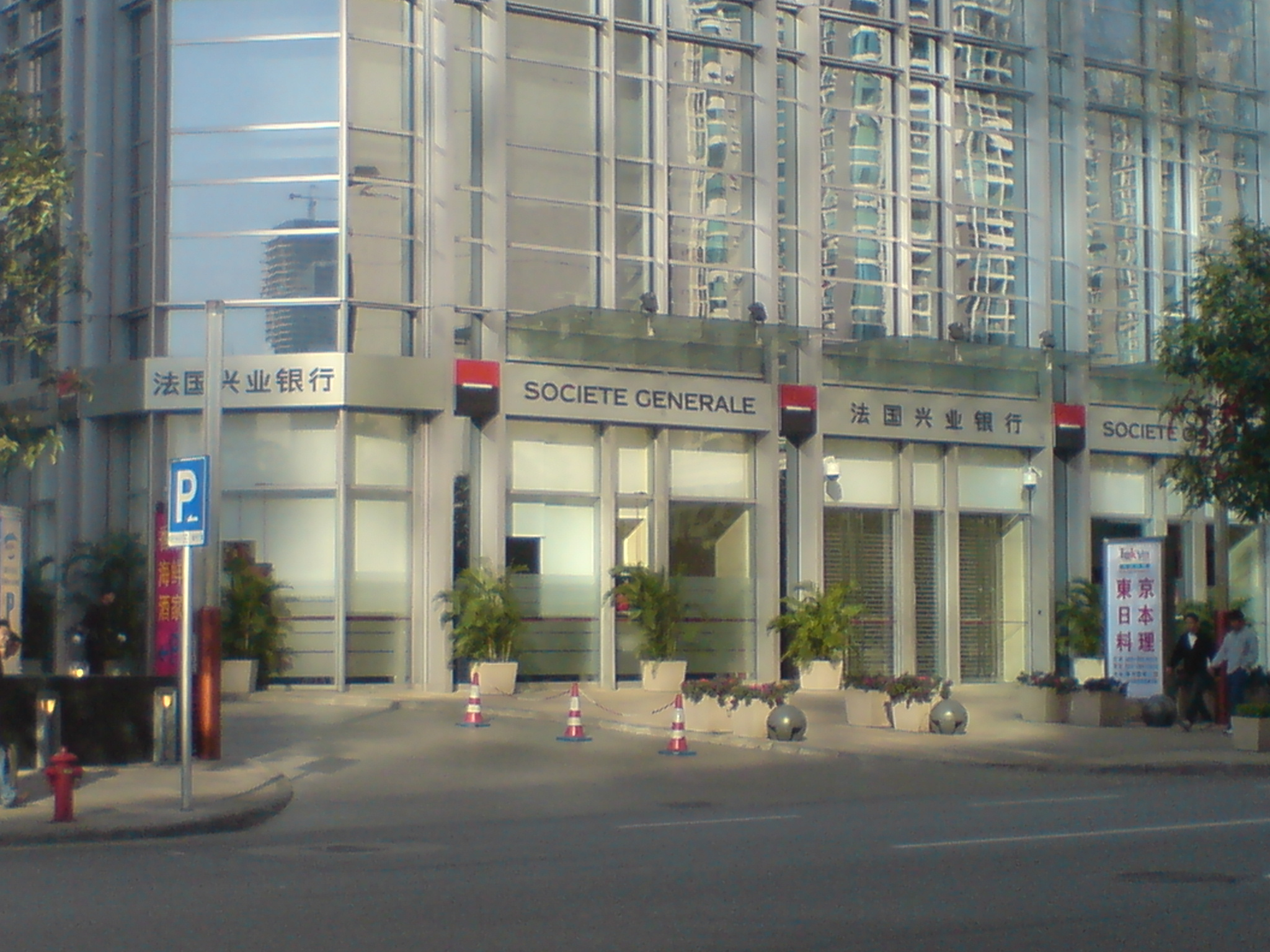
法国兴业银行在广州天河的一间分行

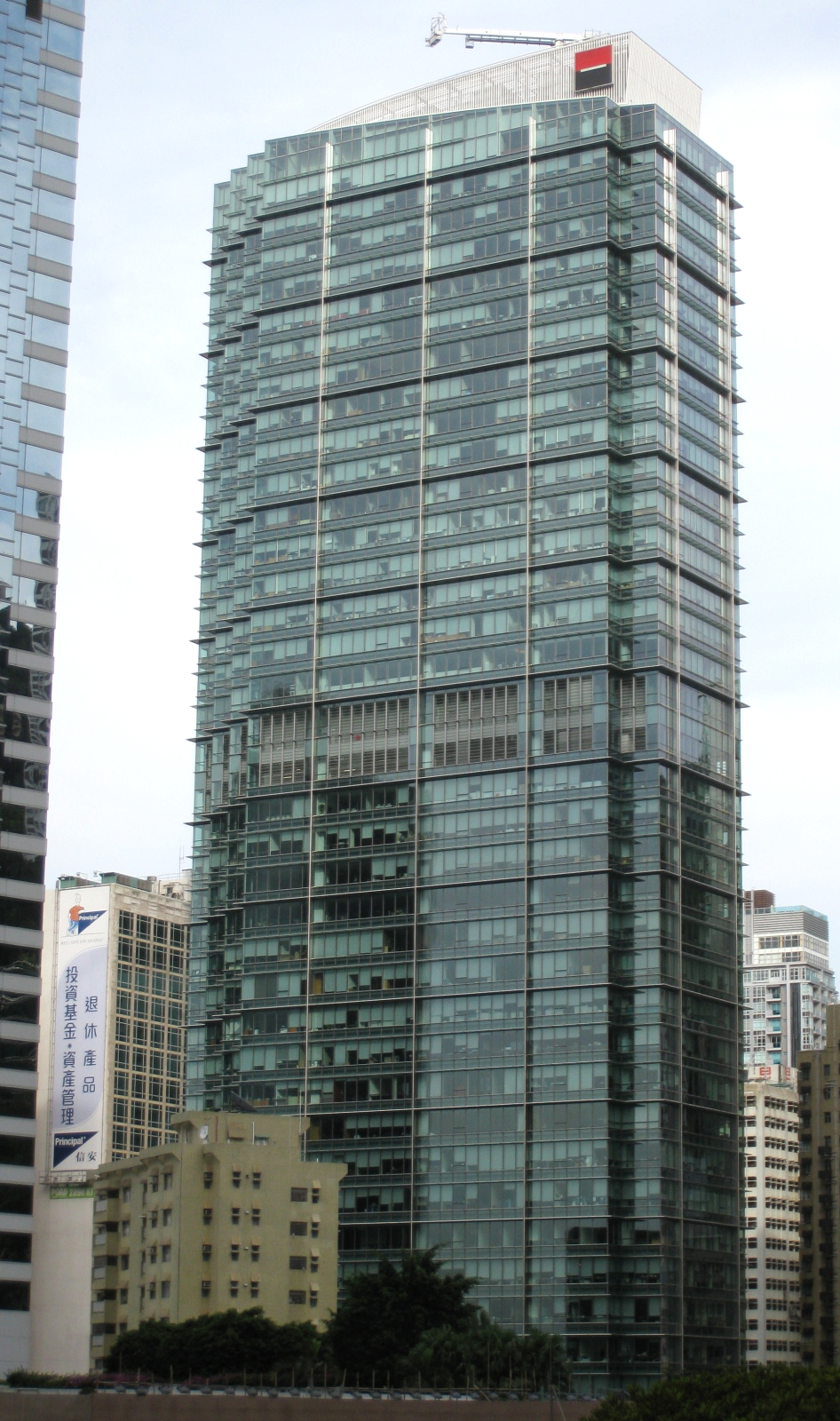
法國興業銀行香港辦事處設於香港太古廣場三座

法国兴业银行（法語：Société Générale，簡稱法興）是法国银行业三巨头之一，另两个为法国巴黎银行（BNP Paribas，又名“巴黎国民银行”）和法國農業信貸銀行（Crédit Agricole），全称为“法国促进工商业发展总公司”（Société Générale pour favoriser le développement du commerce et de l'industrie en France），创建于1864年5月。总部设在巴黎。公司的股票分别在纽约及巴黎的证券市场上市交易。它是世界上最大的投资银行之一。

## 歷史
法國興業銀行成立於1864年5月4日由法國皇帝拿破仑三世簽署授权，並以當時新穎的有限公司形式營業。
到了1870年在法國全國有47間分行，當中15間在巴黎，翌年扩展至伦敦，同時按照法兰克福条约的规定支付战争赔款而发行国家债券，並因長逹二十年的经济低迷时期和缓地扩展网络，至1889年才扩展到148家分行。1894年經一系列革新，吸引一批企业和个人的存款以外，並向商人提供短期信贷，並在法国和俄罗斯公开发行股票和私人债券。透過收購扩大股本结构。股东人數由1895年的14,000位至1913年的12.2萬位股东。
第一次世界大戰使法國興業銀行失去了俄罗斯的业务，然而，在1920年代，法國興業銀行的营业网络自1890年代年以来迅速增长，由1910年的260个季节性分理处，至1930年达到了864个，销售网点的数量从1913年的1,005个增加到1933年的1,457个（包括Sogenal所属的网点）。當中在1921年到1928年间在吸引储蓄及贷款方面都超过了同業Crédit Lyonnais银行。並在1928年建立了一个专门从事中期信贷的分支机构——CALIF來满足投资银行的要求。1930年代中至第二次世界大战前夕，再因经济低迷而作出刪減网络规模至1922年时的规模，當時的營運方針改為参与了政府或殖民地公开发行的大量债券，至第二次世界大戰爆發為止，之後銀行轉戰非洲及美洲。
戰後法國興業被國有化，同時法国進入经济快速恢复期至1958年，同时導致国际收支更加失衡、对推出持续控制外汇及信贷措施呼声日高。直至1959年经济才真正得到复甦，但因持续的通货膨胀压力而加强了对信贷的控制。隨着生产和外贸的迅速发展。當中因纽约的網点還可透過马歇尔计划，銀行的業務亦不斷擴大。並在意大利和墨西哥及非洲去殖化而衍生的新独立国家成立据点。1966年由於开设分行不再需要获得预先的批准，法國業務得到長足發展，如在新興的住房抵押市场及成立新的信贷分公司，從事融资租赁等業務，並在比利时、西班牙及前殖民地国家成立据点。1971年自动柜员机的及信用卡及1980年代新的金融工具的出现，银行透過网络和收购公司而更加专注于私人用户。1986年時，在国内外共设分支机构2873个，在国外的分支机构主要设在英国、比利时、瑞士、奥地利、西班牙、突尼斯、摩洛哥、刚果、日本、伊朗、美国與加拿大等30个国家和地区。1987年7月29日，兴业银行私有化。在1993年，其资产总额为2578.38亿美元，为法国第4位，在世界1000家大银行中排列第27位。
2008年1月24日，該行宣佈由媒體稱為「魔鬼交易員」的交易員熱羅姆·凱維埃爾(Jérôme Kerviel)在期貨市場違規交易歐洲股價指數期貨，給銀行帶來48.2億歐元的損失。連同次貸的20億歐元虧損，法興需要向外界尋求注資約55億歐元。法興的股份當日一度暫停交易。

## 業務整合及發展
1997年，通过收购Crédit du Nord加强了零售银行业务，兴业银行為提高顾客的忠诚度，推出“终生帐号”，引入名叫“爵士乐”的服务。1998年成立一个独立的部门在法国以外建立了零售银行业务，該業務於1999年在罗马尼亚、保加利亚和马达加斯加的收购，再於2001年在中欧的收购捷克的Komercni Banka及斯洛汶尼亚的SKB Banka，2002 年在摩洛哥收购了Eqdom，在突尼斯收购了Union International de Banque。此外，於2003年在加纳收购SBB银行的48%的股份。在2001年中期成立的专门金融服务部门，收购了德意志银行的多品牌汽车租赁和融资的ALD公司和从事企业融资销售的GEFA公司，於2002年，兴业银行通过收购在欧洲专门从事福特汽车长期租赁和车队管理的公司——Hertz。在1999年成立子公司兴业银行资产管理， 随即在伦敦建立該子公司的英國分部”和在日本收购Yamaichi公司，在私人銀行方面亦如以往透過收購加速發展。在2004年第一季度成立SG GSSI向投资者提供证券和上市的金融衍生品的全面服务。1998年成立SG CIB來發展企业和投资银行，並通过收购英国的Hambros公司、美国的Barr Devlin和Cowen公司從而在购并、咨询和IPO业务方面的发展。
2011年3月25日，中国银联与法兴银行在上海签署全球收单业务合作协议，约定逐步实现银联卡在法兴银行全球ATM取款及商户POS的刷卡支付。2010年，中国银联与法兴银行合作，开通了该行在法国、摩纳哥及法属留尼旺岛三地ATM的银联卡业务。根据此次签署的协议，法兴银行非洲、欧洲14个国家的ATM以及其中8个国家的商户，将在一年内逐步实现银联卡的受理。

## 業務
该行控制的银行有：阿尔萨斯银行总公司、银行中心公司、工业和银行证券金融公司等11家。经营的业务有各种存贷款业务、动产与不动产租赁业务，为国家和公共部门发放债券，以及为法国政府对外筹资、对外贸易融资和参加欧洲债券发行和贷款活动等。

#### 中國大陸
法国兴业银行在北京、廣州、上海、天津、武漢、杭州及哈爾濱共開設了7家分行，另在北京及上海各設有1家支行，是在中國大陸設立分支機構最多的國際大銀行之一。

## 外部連結
- 法国兴业银行（法國） （页面存档备份，存于）
- 法国兴业银行（中国） （页面存档备份，存于）
- 法興認股證（香港）
- 法國興業銀行台北分行 （页面存档备份，存于）